# Martin Benka
Pour les articles homonymes, voir Benka.
Martin Benka, né le 21 septembre 1888 à Kostolište et mort le 28 juin 1971 à Malacky, est un peintre, illustrateur et graveur slovaque.

## Biographie
Il expose à la Galerie Zak plusieurs toiles en 1929 ainsi que des motifs tchèques. 

## Galerie

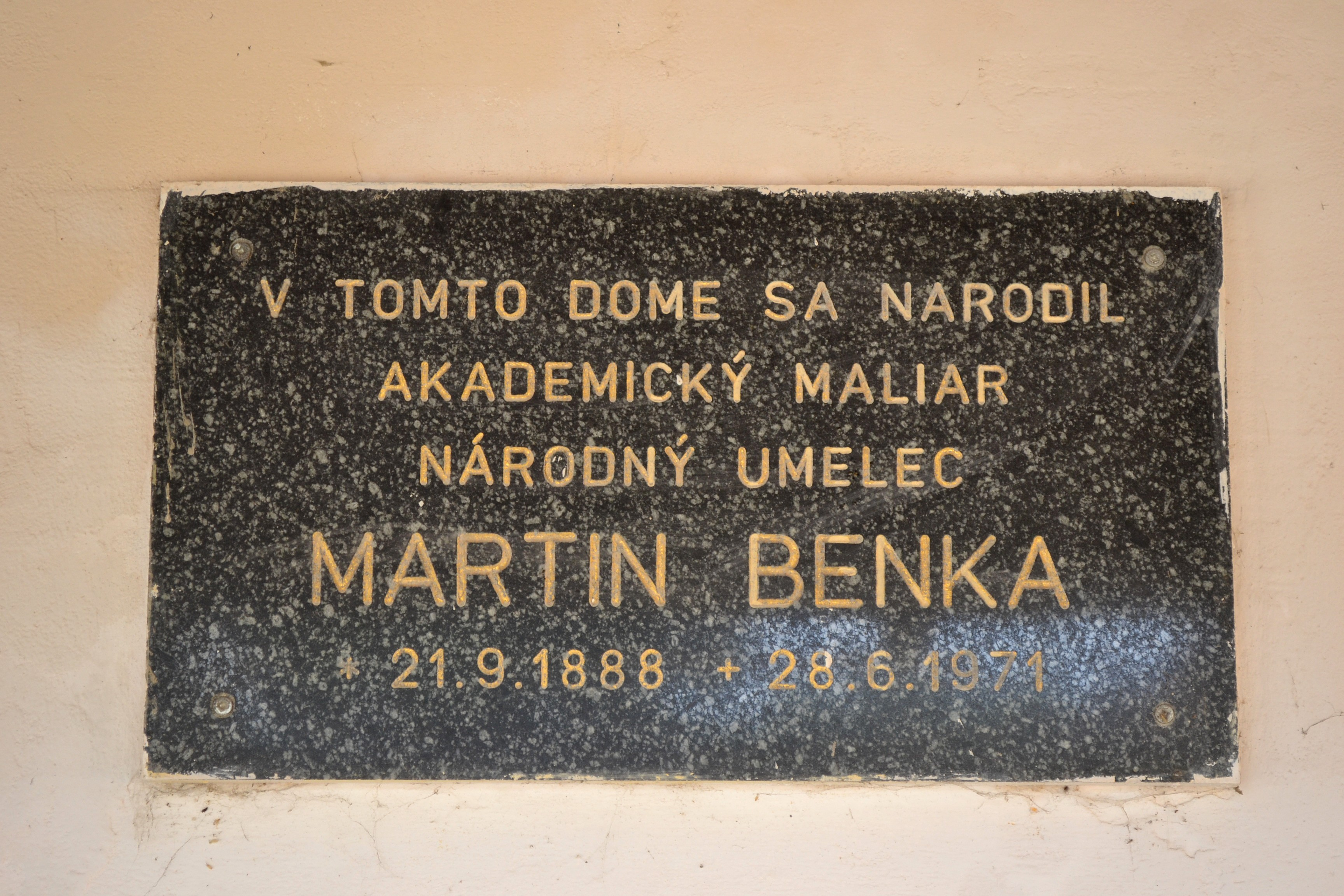
Plaque sur sa maison natale
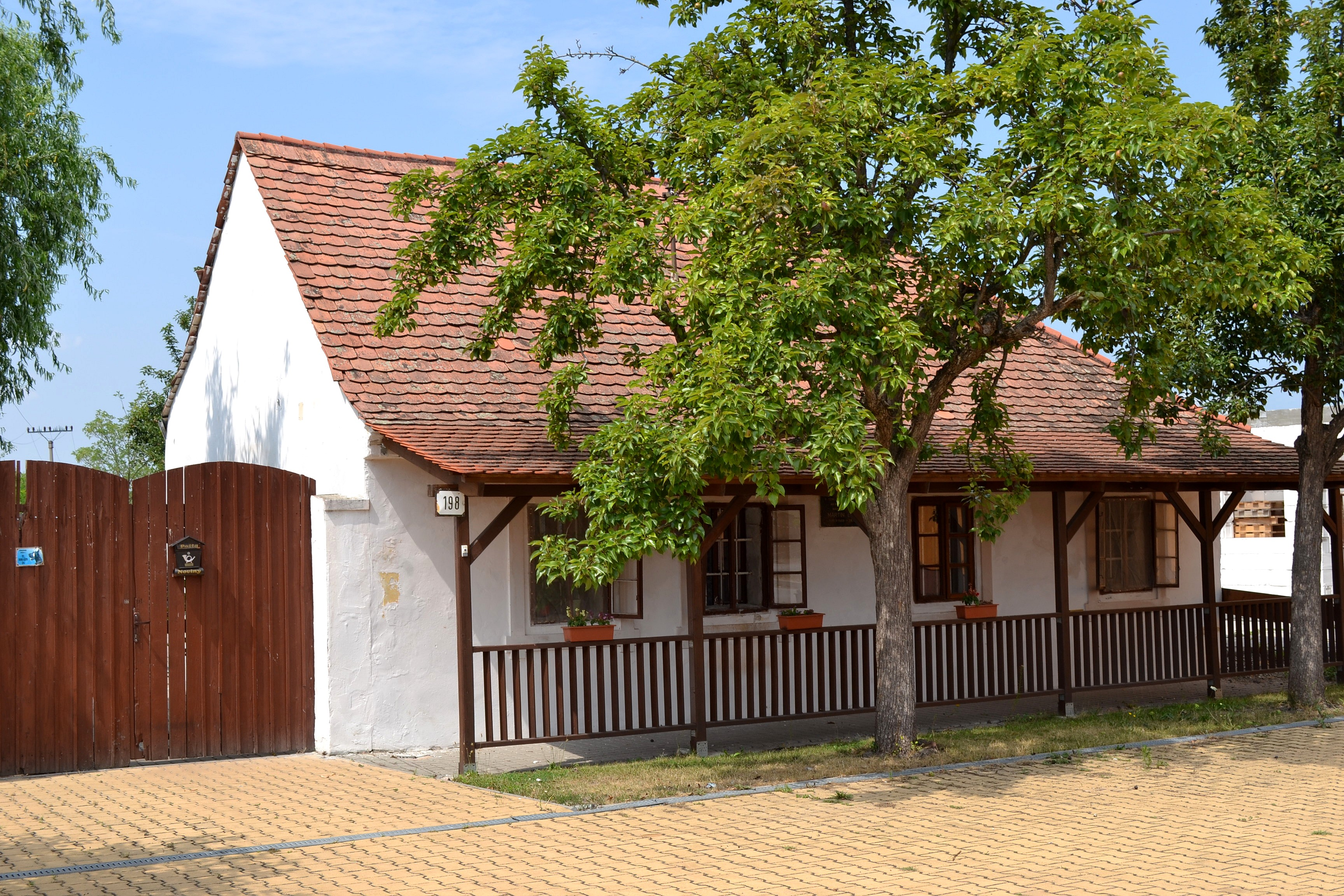
Maison natale
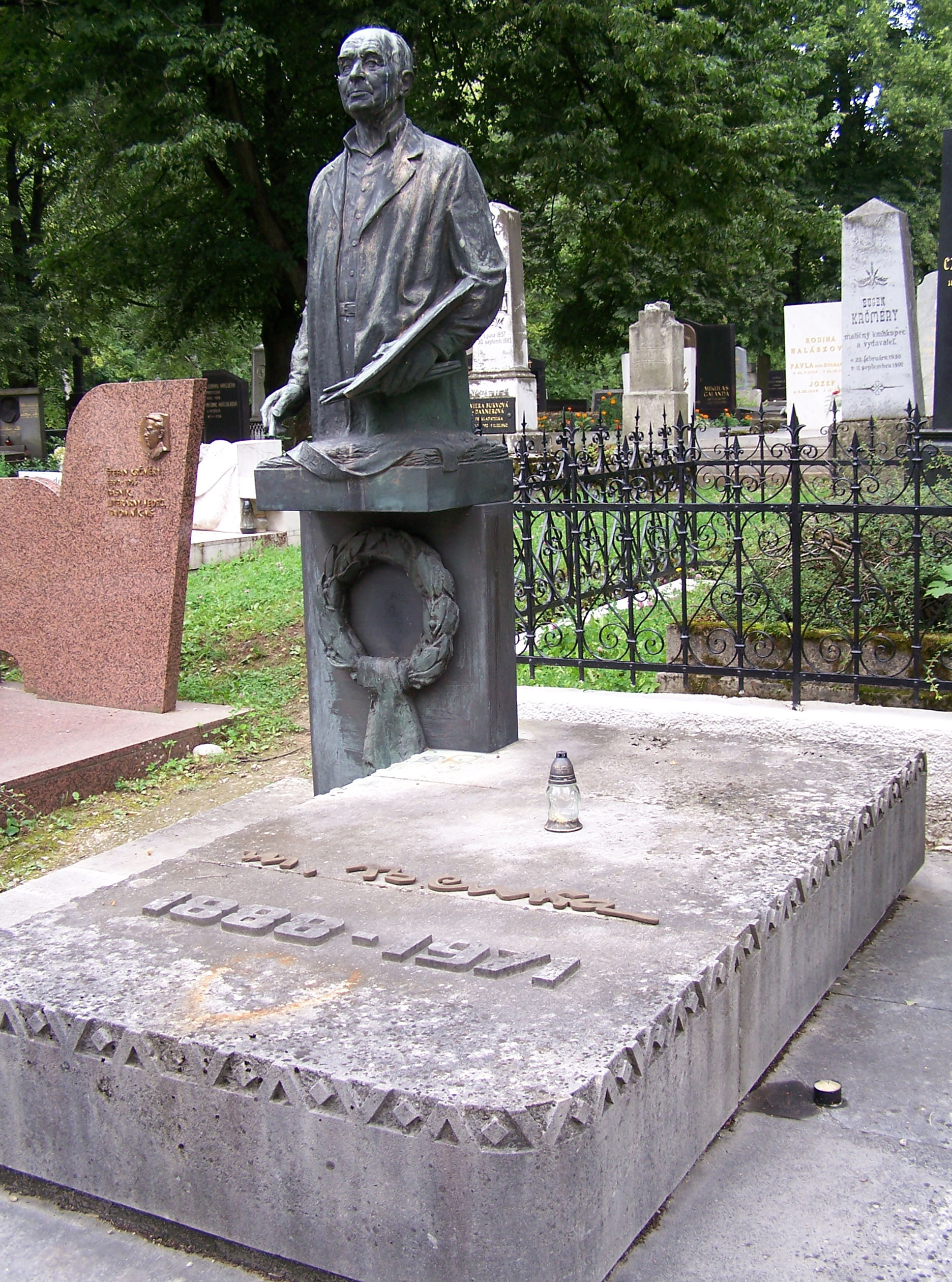
Tombe
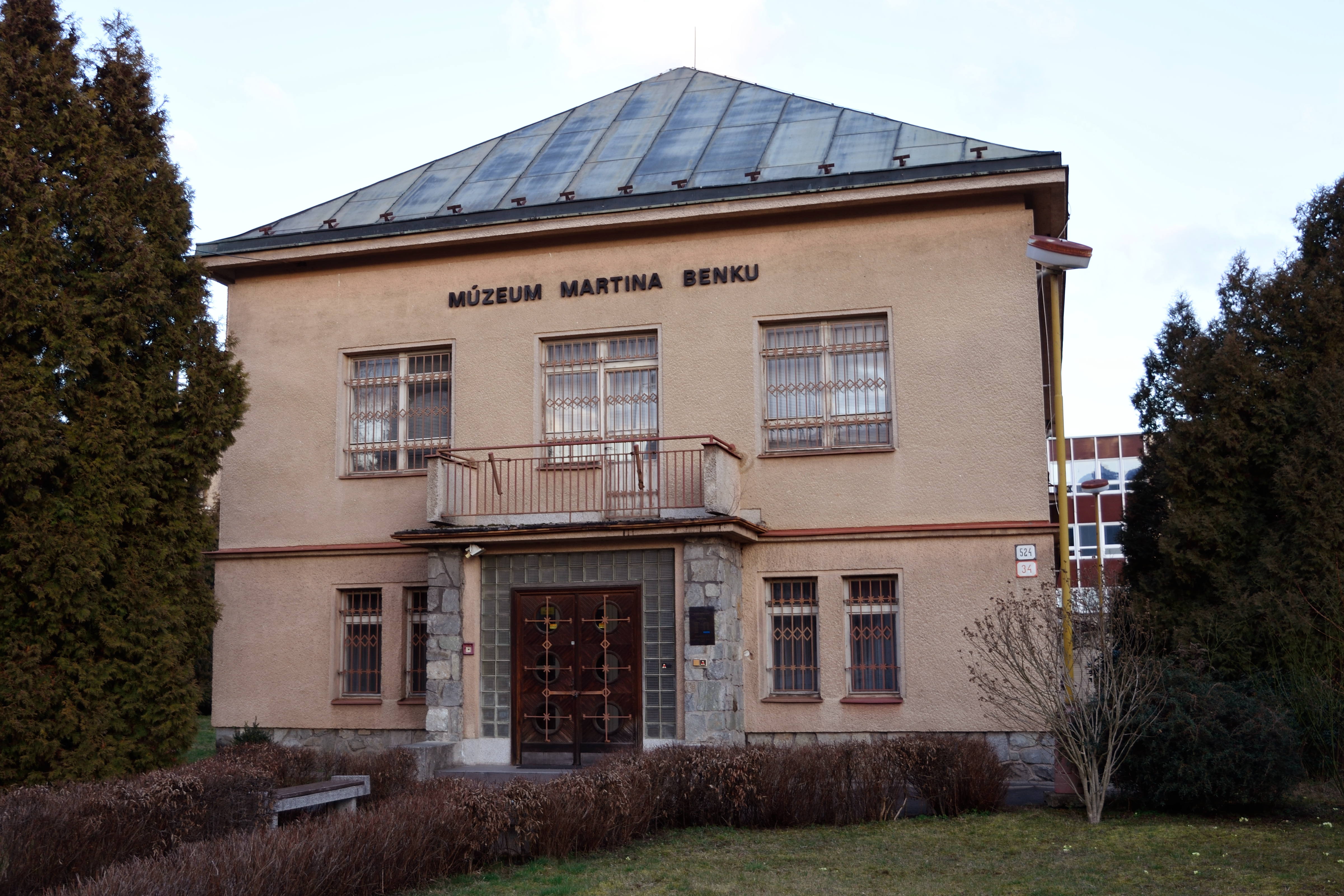
Le Musée qui lui est consacré à Martin